# Google Stadia
Stadia, còn có tên gọi trong giai đoạn phát triển là Project Stream, là một dịch vụ trò chơi đám mây (cloud gaming) đang được Google phát triển. Vì trò chơi dược lưu trữ trên máy chủ của Google, chỉ những phản hồi trực quan từ trò chơi được truyền đến máy tính người dùng thông qua trình duyệt Chrome của Google.

## Phát triển

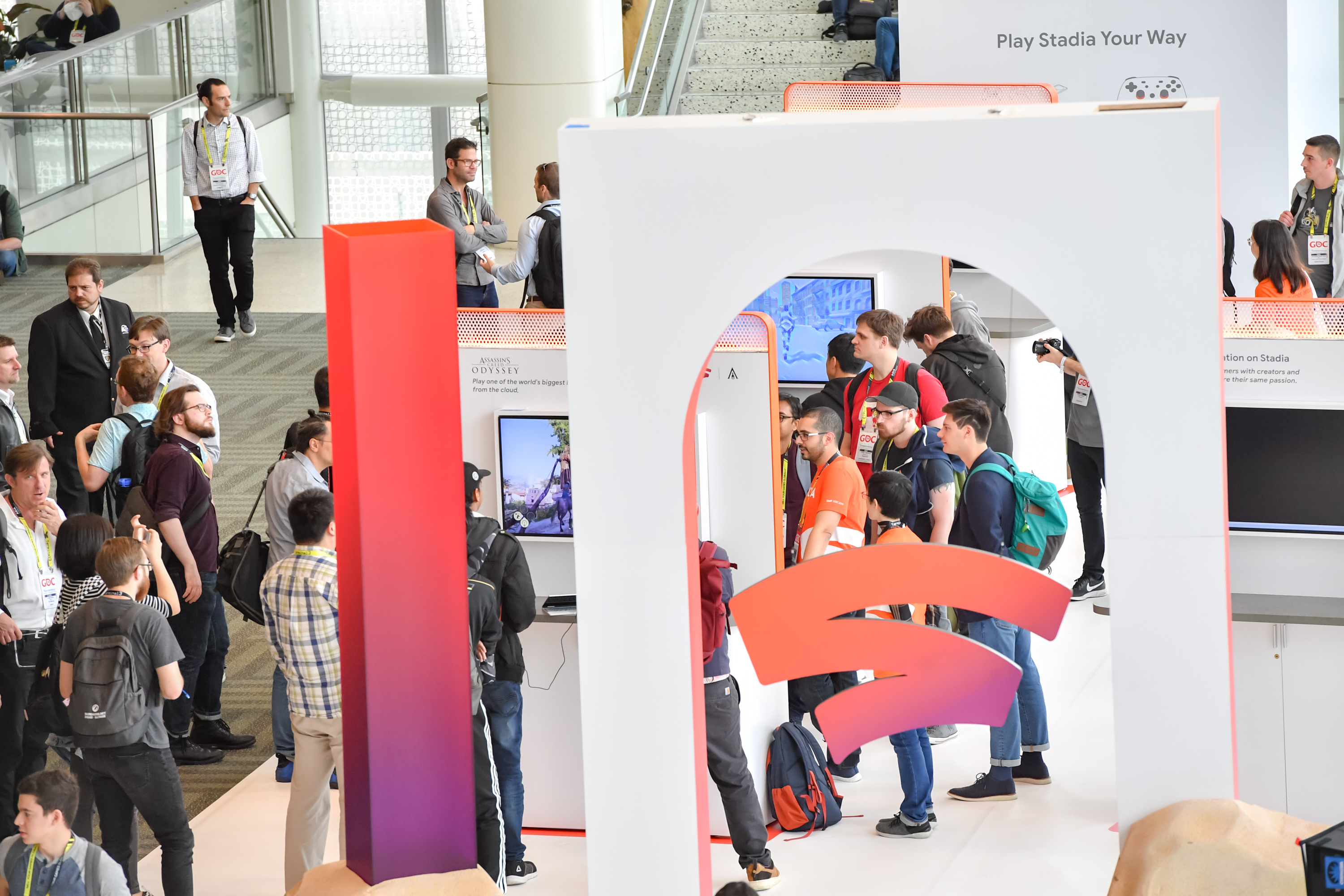
Gian hàng Stadia tại Hội nghị dành cho các nhà phát triển trò chơi (GDC) năm 2019

Project Stream là dấu hiệu quan tâm đầu tiên của Google về các sản phẩm trò chơi video. Trước đây có tin đồn là công ty đã làm việc trên một dịch vụ có tên Project Yeti ít nhất từ năm 2016. Google cũng thuê giám đốc trò chơi công nghiệp Phil Harrison và cũng được nhìn thấy tuyển dụng các nhà phát triển trong các sự kiện của ngành vào năm 2018. Sự khác biệt chính của Project Stream với các dịch vụ trước đây, như OnLive, GeForce Now, và PlayStation Now, là khả năng chạy trên mọi trình duyệt Chrome cho máy tính để bàn thay vì các nền tảng trò chơi cụ thể. Dịch vụ sử dụng phần cứng đồ họa Radeon của AMD.